# Future Nostalgia Tour
Future Nostalgia Tour è il secondo tour musicale di Dua Lipa.
Organizzato nel 2020 come promozione dell'omonimo LP Future Nostalgia, fu rinviato di un anno a causa delle restrizioni imposte dalla pandemia di COVID-19 e, in seguito, riprogrammato definitivamente per il 2022.
Rispetto al programma originale, che prevedeva date solo europee, furono aggiunti concerti in America settentrionale e meridionale nonché in Oceania.

## Scaletta
Scaletta del 9 febbraio 2022 Miami; non è necessariamente la stessa per tutti i concerti.
1. Physical (intro; contiene elementi di Future Nostalgia e New Rules)
2. New Rules
3. Love Again
4. Cool (contiene elementi di One Kiss)
5. Pretty Please (contiene elementi di Cool)
6. Break My Heart
7. Be the One

The Lobster Attack (interludio, contiene elementi di IDGAF)
1. We're Good
2. Good in Bed
3. Fever
4. Boys Will Be Boys

Club Future Nostalgia Medley [interludio ballato; contiene elementi di Boys Will Be Boys (Zach Witness Remix), Cool (Jayda G Remix), Hollaback Girl, Levitating (The Blessed Madonna Remix) e Love Again (Horse Meat Disco Remix)]
1. One Kiss
2. Electricity [contiene elementi di Lady (Hear Me Tonight)]
3. Hallucinate (contiene elementi di Together e Technologic)
4. Cold Heart (Pnau Remix)

In Space (video interludio)
1. Levitating
2. Future Nostalgia
3. Don't Start Now (contiene elementi di Gimme! Gimme! Gimme! (A Man After Midnight) e Future Nostalgia)

### Variazioni
- Dua Lipa si esibisce con Megan Thee Stallion in Sweetest Pie e in Fever con Angèle in occasione dei concerti nei quali le due cantanti sono le artiste d'apertura.

## Artisti d'apertura
- Caroline Polachek
- Lolo Zouaï
- Megan Thee Stallion
- Griff
- Angèle
- Vickilicious
- Tove Lo
- Tkay Maidza
- Elvana Gjata

## Date
| Data              | Paese         | Città               | Sede                          | Artisti d'apertura                    | Biglietti venduti / disponibili | Incasso     |
| Nordamerica       | Nordamerica   | Nordamerica         | Nordamerica                   | Nordamerica                           | Nordamerica                     | Nordamerica |
| ----------------- | ------------- | ------------------- | ----------------------------- | ------------------------------------- | ------------------------------- | ----------- |
| 9 febbraio 2022   | Stati Uniti   | Miami               | FTX Arena                     | Caroline Polachek Lolo Zouaï          | 14557/14557                     | 1560000 $   |
| 11 febbraio 2022  | Stati Uniti   | Orlando             | Amway Center                  | Caroline Polachek Lolo Zouaï          | 13611/13611                     | 1335652 $   |
| 12 febbraio 2022  | Stati Uniti   | Atlanta             | State Farm Arena              | Caroline Polachek Lolo Zouaï          | 12827/12827                     | 1150000 $   |
| 14 febbraio 2022  | Stati Uniti   | Nashville           | Bridgestone Arena             | Caroline Polachek Lolo Zouaï          | 11458/11458                     | 1073938 $   |
| 16 febbraio 2022  | Stati Uniti   | Charlotte           | Spectrum Center               | Caroline Polachek Lolo Zouaï          | 11930/11930                     | 1049500 $   |
| 18 febbraio 2022  | Stati Uniti   | Boston              | TD Garden                     | Caroline Polachek Lolo Zouaï          | 13941/13941                     | 1471026 $   |
| 19 febbraio 2022  | Stati Uniti   | Filadelfia          | Wells Fargo Center            | Caroline Polachek Lolo Zouaï          | 14019/14019                     | 1445941 $   |
| 21 febbraio 2022  | Stati Uniti   | Elmont              | UBS Arena                     | Caroline Polachek Lolo Zouaï          | 13114/13144                     | 1209961 $   |
| 23 febbraio 2022  | Stati Uniti   | Milwaukee           | Fiserv Forum                  | Caroline Polachek Lolo Zouaï          | 6341/6341                       | 572936 $    |
| 25 febbraio 2022  | Stati Uniti   | Detroit             | Little Caesars Arena          | Caroline Polachek Lolo Zouaï          | 13144/13144                     | 1278918 $   |
| 26 febbraio 2022  | Stati Uniti   | Columbus            | Schottenstein Center          | Caroline Polachek Lolo Zouaï          | 13850/13850                     | 1290961 $   |
| 1º marzo 2022     | Stati Uniti   | New York            | Madison Square Garden         | Caroline Polachek Lolo Zouaï          | 15461/15461                     | 2054407 $   |
| 2 marzo 2022      | Stati Uniti   | Washington          | Capital One Arena             | Caroline Polachek Lolo Zouaï          | 16068/16068                     | 1652588 $   |
| 4 marzo 2022      | Stati Uniti   | Newark              | Prudential Center             | Caroline Polachek Lolo Zouaï          | 14480/14480                     | 1387542 $   |
| 5 marzo 2022      | Stati Uniti   | Buffalo             | KeyBank Center                | Caroline Polachek Lolo Zouaï          | 11680/11680                     | 957122 $    |
| 8 marzo 2022      | Stati Uniti   | Minneapolis         | Target Center                 | Caroline Polachek Lolo Zouaï          | 11987/11987                     | 1060862 $   |
| 9 marzo 2022      | Stati Uniti   | Chicago             | United Center                 | Caroline Polachek Lolo Zouaï          | 15880/15880                     | 1781908 $   |
| 12 marzo 2022     | Stati Uniti   | Houston             | Toyota Center                 | Caroline Polachek Lolo Zouaï          | 12889/12889                     | 1470541 $   |
| 13 marzo 2022     | Stati Uniti   | Dallas              | American Airlines Center      | Caroline Polachek Lolo Zouaï          | 15018/15018                     | 1563038 $   |
| 15 marzo 2022     | Stati Uniti   | Denver              | Ball Arena                    | Caroline Polachek Megan Thee Stallion | 13420/13420                     | 1511817 $   |
| 17 marzo 2022     | Stati Uniti   | Tulsa               | BOK Center                    | Caroline Polachek Megan Thee Stallion | 11399/11399                     | 1021952 $   |
| 20 marzo 2022     | Stati Uniti   | Phoenix             | Footprint Center              | Caroline Polachek Megan Thee Stallion | 14030/14030                     | 1385791 $   |
| 22 marzo 2022     | Stati Uniti   | Inglewood           | The Forum                     | Caroline Polachek Lolo Zouaï          | 30270/30270                     | 3228152 $   |
| 23 marzo 2022     | Stati Uniti   | Inglewood           | The Forum                     | Caroline Polachek Lolo Zouaï          | 30270/30270                     | 3228152 $   |
| 25 marzo 2022     | Stati Uniti   | Las Vegas           | T-Mobile Arena                | Caroline Polachek Lolo Zouaï          | 15812/15812                     | 1582420 $   |
| 27 marzo 2022     | Stati Uniti   | San Jose            | SAP Center                    | Caroline Polachek Lolo Zouaï          | 13619/13619                     | 1499676 $   |
| 29 marzo 2022     | Stati Uniti   | Portland            | Moda Center                   | Lolo Zouaï                            | 12560/12560                     | 1097984 $   |
| 31 marzo 2022     | Stati Uniti   | Seattle             | Climate Pledge Arena          | Lolo Zouaï                            | 15277/15277                     | 1545361 $   |
| 1º aprile 2022    | Canada        | Vancouver           | Rogers Arena                  | Lolo Zouaï                            | 15332/15332                     | 1548493 $   |
| Europa            |               |                     |                               |                                       |                                 |             |
| 15 aprile 2022    | Regno Unito   | Manchester          | AO Arena                      | Griff                                 | 15609/15609                     | 904584 $    |
| 17 aprile 2022    | Regno Unito   | Birmingham          | Arena Birmingham              | Griff                                 | 14353/14353                     | 897522 $    |
| 18 aprile 2022    | Regno Unito   | Leeds               | First Direct Arena            | Griff                                 | 12477/12577                     | 728682 $    |
| 20 aprile 2022    | Irlanda       | Dublino             | 3Arena                        | Griff                                 | 25064/25370                     | 1382420 $   |
| 21 aprile 2022    | Irlanda       | Dublino             | 3Arena                        | Griff                                 | 25064/25370                     | 1382420 $   |
| 23 aprile 2022    | Regno Unito   | Newcastle upon Tyne | Utilita Arena                 | Griff                                 | 10041/10041                     | 588742 $    |
| 24 aprile 2022    | Regno Unito   | Glasgow             | The SSE Hydro                 | Griff                                 | 13282/13872                     | 852960 $    |
| 26 aprile 2022    | Regno Unito   | Nottingham          | Motorpoint Arena              | Griff                                 | 8099/8099                       | 453116 $    |
| 27 aprile 2022    | Regno Unito   | Cardiff             | Motorpoint Arena              | Griff                                 | 7042/7042                       | 416655 $    |
| 29 aprile 2022    | Regno Unito   | Liverpool           | M&S Bank Arena                | Griff                                 | 10698/10698                     | 563299 $    |
| 2 maggio 2022     | Regno Unito   | Londra              | The O2 Arena                  | Griff Angèle                          | 39030/39030                     | 2441870 $   |
| 3 maggio 2022     | Regno Unito   | Londra              | The O2 Arena                  | Griff Angèle                          | 39030/39030                     | 2441870 $   |
| 6 maggio 2022     | Belgio        | Anversa             | Sportpaleis                   | Griff                                 | 42550/42550                     | 2241927 $   |
| 7 maggio 2022     | Belgio        | Anversa             | Sportpaleis                   | Griff                                 | 42550/42550                     | 2241927 $   |
| 9 maggio 2022     | Germania      | Amburgo             | Barclaycard Arena             | Griff                                 | 12117/12117                     | 752236 $    |
| 10 maggio 2022    | Germania      | Berlino             | Mercedes-Benz Arena           | Griff                                 | 14051/14051                     | 895575 $    |
| 12 maggio 2022    | Germania      | Colonia             | Lanxess Arena                 | Griff                                 | 16703/17000                     | 963595 $    |
| 15 maggio 2022    | Francia       | Parigi              | Palazzo dello Sport di Bercy  | Griff                                 | 17001/17001                     | 850191 $    |
| 17 maggio 2022    | Paesi Bassi   | Amsterdam           | Ziggo Dome                    | Griff                                 | 33642/33642                     | 1699256 $   |
| 18 maggio 2022    | Paesi Bassi   | Amsterdam           | Ziggo Dome                    | Griff                                 | 33642/33642                     | 1699256 $   |
| 20 maggio 2022    | Svizzera      | Zurigo              | Hallenstadion                 | Griff                                 | 14025/14025                     | 917768 $    |
| 22 maggio 2022    | Germania      | Monaco di Baviera   | Olympiahalle                  | Griff                                 | 13343/13343                     | 717595 $    |
| 23 maggio 2022    | Austria       | Vienna              | Wiener Stadthalle             | Griff                                 | 13679/13679                     | 730051 $    |
| 25 maggio 2022    | Italia        | Assago              | Mediolanum Forum              | Griff                                 | 23119/23119                     | 982013 $    |
| 26 maggio 2022    | Italia        | Assago              | Mediolanum Forum              | Griff                                 | 23119/23119                     | 982013 $    |
| 28 maggio 2022    | Italia        | Casalecchio di Reno | Unipol Arena                  | Griff                                 | 14286/14286                     | 708702 $    |
| 30 maggio 2022    | Francia       | Lione               | Halle Tony Garnier            | Griff                                 | 11862/11862                     | 670558 $    |
| 1º giugno 2022    | Spagna        | Barcellona          | Palau Sant Jordi              | Griff                                 | 18342/18342                     | 915141 $    |
| 3 giugno 2022     | Spagna        | Madrid              | Palazzo dello Sport           | Griff                                 | 15450/16976                     | 897714 $    |
| 5 giugno 2022     | Portogallo    | Braga               | Altice Forum                  | Griff                                 | 10481/10481                     | 560288 $    |
| 6 giugno 2022     | Portogallo    | Lisbona             | Altice Arena                  | Griff                                 | 18758/18758                     | 933347 $    |
| 19 giugno 2022    | Lituania      | Kaunas              | Žalgirio Arena                | Tove Lo                               | 15656/15656                     | 1107464 $   |
| 26 giugno 2022    | Norvegia      | Oslo                | Oslo Spektrum                 | Tove Lo                               | 10051/10051                     | 818464 $    |
| Nordamerica       |               |                     |                               |                                       |                                 |             |
| 25 luglio 2022    | Canada        | Montréal            | Centre Bell                   | Caroline Polachek Lolo Zouaï          | 16135/16135                     | 1496834 $   |
| 27 luglio 2022    | Canada        | Toronto             | Scotiabank Arena              | Caroline Polachek Lolo Zouaï          | 15880/15880                     | 1531634 $   |
| Sudamerica        |               |                     |                               |                                       |                                 |             |
| 8 settembre 2022  | Brasile       | San Paolo           | Distrito Anhembi              | Vickilicious                          | 33921/33921                     | 2655958 $   |
| 13 settembre 2022 | Argentina     | Buenos Aires        | Campo Argentino de Polo       | Vickilicious                          | 110948/110948                   | 6581576 $   |
| 14 settembre 2022 | Argentina     | Buenos Aires        | Campo Argentino de Polo       | Vickilicious                          | 110948/110948                   | 6581576 $   |
| 16 settembre 2022 | Cile          | Santiago            | Stadio la Florida             | Vickilicious                          | 28052/28052                     | 2060731 $   |
| 18 settembre 2022 | Colombia      | Bogotà              | Salitre Mágico                | Vickilicious                          | 31981/31981                     | 2154428 $   |
| Nordamerica       |               |                     |                               |                                       |                                 |             |
| 21 settembre 2022 | Messico       | Città del Messico   | Foro Sol                      | Vickilicious                          | 64886/64886                     | 4012783 $   |
| 23 settembre 2022 | Messico       | Monterrey           | Estadio Borregos              | Vickilicious                          | 21731/21731                     | 2110522 $   |
| Oceania           |               |                     |                               |                                       |                                 |             |
| 2 novembre 2022   | Nuova Zelanda | Auckland            | Spark Arena                   | Tkay Maidza                           | 23565/24098                     | 2284500 $   |
| 3 novembre 2022   | Nuova Zelanda | Auckland            | Spark Arena                   | Tkay Maidza                           | 23565/24098                     | 2284500 $   |
| 5 novembre 2022   | Australia     | Brisbane            | Brisbane Entertainment Centre | Tkay Maidza                           | 11528/11528                     | 1183684 $   |
| 8 novembre 2022   | Australia     | Sydney              | Qudos Bank Arena              | Tkay Maidza                           | 33194/33194                     | 3087940 $   |
| 9 novembre 2022   | Australia     | Sydney              | Qudos Bank Arena              | Tkay Maidza                           | 33194/33194                     | 3087940 $   |
| 11 novembre 2022  | Australia     | Melbourne           | Rod Laver Arena               | Tkay Maidza                           | 28360/28360                     | 2898216 $   |
| 12 novembre 2022  | Australia     | Melbourne           | Rod Laver Arena               | Tkay Maidza                           | 28360/28360                     | 2898216 $   |
| 14 novembre 2022  | Australia     | Adelaide            | Adelaide Entertainment Centre | Tkay Maidza                           | 8945/8945                       | 915388 $    |
| 16 novembre 2022  | Australia     | Perth               | Perth Arena                   | Tkay Maidza                           | 14828/14828                     | 1457119 $   |
| Totale            | Totale        | Totale              | Totale                        | Totale                                | 1310602/1313964                 | 101354803 $ |

### Altri eventi
| Data              | Paese       | Città          | Luogo                    |
| ----------------- | ----------- | -------------- | ------------------------ |
| 9 giugno 2022     | Spagna      | Barcellona     | Primavera Sound Festival |
| 11 giugno 2022    | Slovacchia  | Bratislava     | Lovestream Festival      |
| 28 giugno 2022    | Svezia      | Stoccolma      | Gröna Lund               |
| 30 giugno 2022    | Danimarca   | Roskilde       | Roskilde Festival        |
| 29 luglio 2022    | Stati Uniti | Chicago        | Lollapalooza             |
| 31 luglio 2022    | Canada      | Montréal       | Osheaga Festival         |
| 4 agosto 2022     | Kosovo      | Pristina       | Sunny Hill Festival      |
| 10 agosto 2022    | Ungheria    | Budapest       | Sziget Festival          |
| 11 settembre 2022 | Brasile     | Rio de Janeiro | Rock in Rio              |
| 25 settembre 2022 | Stati Uniti | Dover          | Firefly Music Festival   |
| 28 novembre 2022  | Albania     | Tirana         | Piazza Scanderbeg        |

### Concerti annullati
| Data           | Paese     | Città      | Luogo            |
| -------------- | --------- | ---------- | ---------------- |
| 10 maggio 2020 | Danimarca | Copenaghen | Royal Arena      |
| 12 maggio 2020 | Svezia    | Stoccolma  | Globen           |
| 13 maggio 2020 | Norvegia  | Oslo       | Oslo Spektrum    |
| 25 giugno 2022 | Finlandia | Helsinki   | Helsinki-Areena  |
| 1º luglio 2022 | Polonia   | Gdynia     | Open'er Festival |